# Bruck an der Leitha (distrikt)
Bruck an der Leitha är ett distrikt i det österrikiska förbundslandet Niederösterreich. Det utökades 1 jan 2017 i samband med avveckling av distriktet Wien-Umgebung.
Distriktet består av följande städer, köpingar och kommuner (totalt 33 stycken): 

Kommunerna i distriktet Bruck an der Leitha

| Städer - Bruck an der Leitha - Fischamend - Hainburg an der Donau - Mannersdorf am Leithagebirge - Schwechat Köpingar - Au am Leithaberge - Bad Deutsch-Altenburg - Enzersdorf an der Fischa - Gramatneusiedl - Götzendorf an der Leitha - Himberg - Hof am Leithaberge - Leopoldsdorf - Petronell-Carnuntum - Prellenkirchen - Rohrau - Schwadorf - Sommerein - Trautmannsdorf an der Leitha | Landskommuner - Berg - Ebergassing - Göttlesbrunn-Arbesthal - Haslau-Maria Ellend - Hundsheim - Höflein - Klein-Neusiedl - Lanzendorf - Maria-Lanzendorf - Moosbrunn - Rauchenwarth - Scharndorf - Wolfsthal - Zwölfaxing |